# Гурго, Гаспар
Гаспа́р Гурго́ (фр. Gaspard Gourgaud; 14 ноября 1783 или 14 сентября 1783, Версаль — 25 июля 1852[…], Париж) — французский генерал-лейтенант, адъютант Наполеона.

## Биография

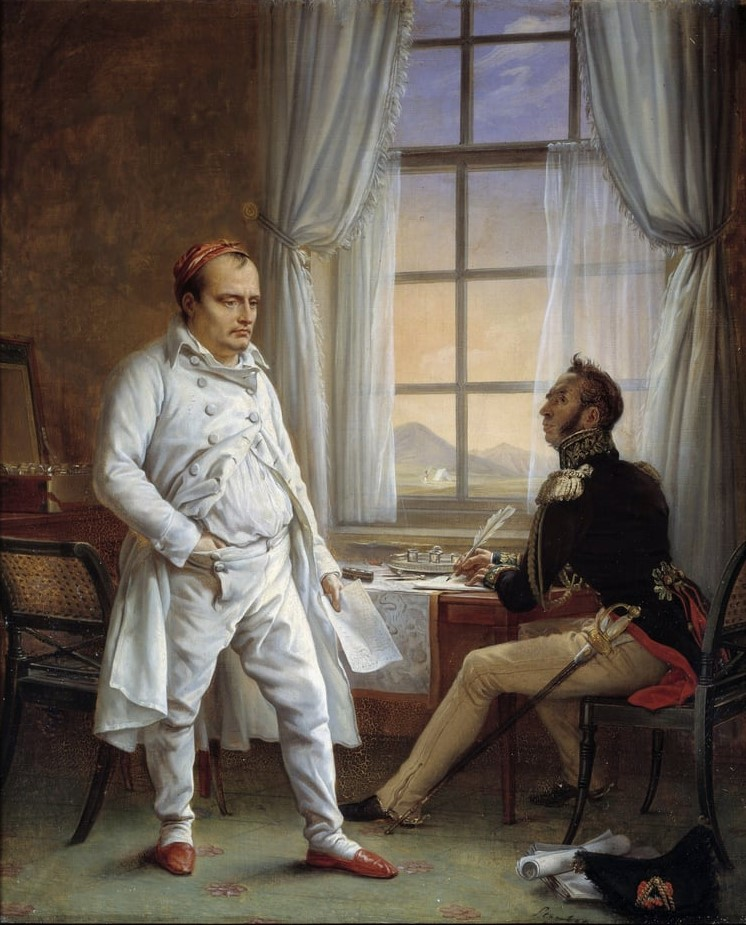
Художник Карл Карлович Штейбен. Наполеон на Острове Святой Елены диктует генералу Гурго свою биографию. Около 1830. Музей Наполеона на острове Экс

Гаспар Гурго родился 14 ноября 1783 года в Версале, в семье музыканта придворной капеллы Людовика XVI Этьена Гурго (1734–1805) и его жены, дворцовой служительницы Элен, урождённой Жирар (1747–1846). По отцу приходился внуком актёру Пьеру Антуану Гурго (1706—1774), известному под псевдонимом Дюгазон-отец, и, таким образом, родственником всем членам театральной династии Дюгазон.
Начал своё образование в Политехническом институте в Париже, но в 1799 году перешёл в шалонскую артиллерийскую школу. В 1802 году был произведён в лейтенанты и назначен в 6-й конно-артиллерийский полк. В августе 1804 года стал адъютантом генерала Фуше.

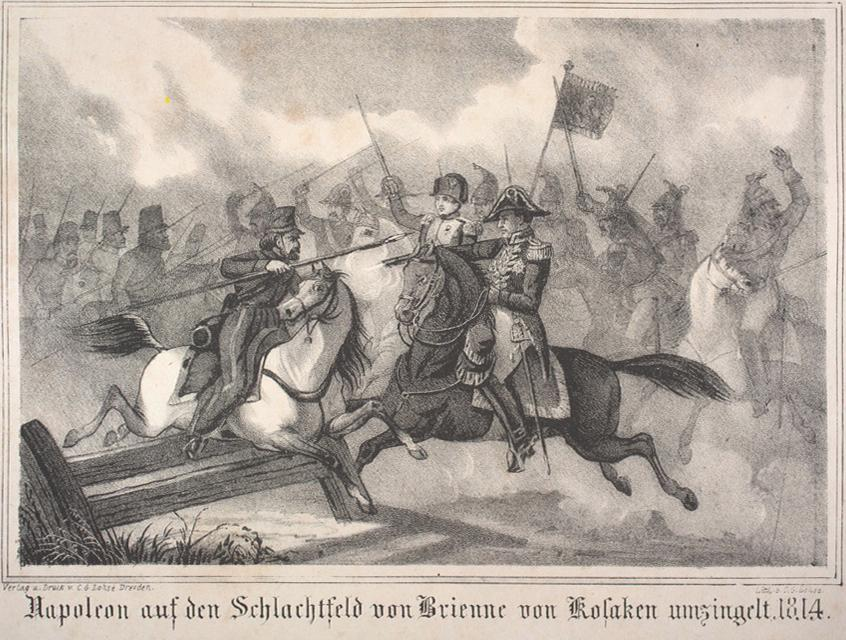
Наполеон и Гурго в битве при Бриенне

В кампании 1805 года против Австрии Гурго отличился в сражении под Ульмом, затем был при взятии Вены и переходе через Дунай. Эту кампанию он завершил своим участием в генеральном сражении при Аустерлице, где был ранен. 
В кампании 1806—1807 годов в Пруссии Гурго сражался при Иене, Пренцлау и Пултуске (за это дело он получил орден Почётного легиона), за отличие в бою под Остроленкой он был произведён в капитаны и далее был в кровопролитном бою с русскими войсками под Фридландом.
Из Пруссии Гурго перешёл в Испанию и отличился при осаде Сарагосы, а в 1809 году вновь сражался с австрийцами при Абенсберге, Экмюле, Эсслинге и Ваграме.
В 1811 году Наполеон назначил Гурго своим адъютантом и с этого времени последний уже постоянно находился при императоре во всех его походах.
Наиболее ярко Гурго проявил себя в кампании 1812 года в России. В сражении при Смоленске он был ранен, но это не помешало ему с отличием принять участие в Бородинской битве. При занятии Москвы Наполеон поручил Гурго обследовать Кремль: тот обнаружил в Кремле огромные запасы пороха и сумел спасти их от пожара. За это Гурго получил баронский титул. Во время отступления Великой армии Гурго дважды вплавь преодолевал Березину, чтобы разузнать положение и намерения русских войск.
В 1813 году Гаспар Гурго за отличие в Дрезденском сражении был награждён офицерским крестом ордена Почётного легиона. Вслед за тем он сражался в Битве народов у Лейпцига и у Ханау.
В 1814 году Гурго защищал Францию от вторжения коалиционных войск. В сражении при Бриенне ему довелось спасти жизнь Наполеона: выстрелом из пистолета он убил казака, имевшего отличную возможность проткнуть Наполеона пикой. Далее ему, командуя небольшим отрядом, удалось отбить у союзников Реймс. За эти отличия он был произведён в бригадные генералы.

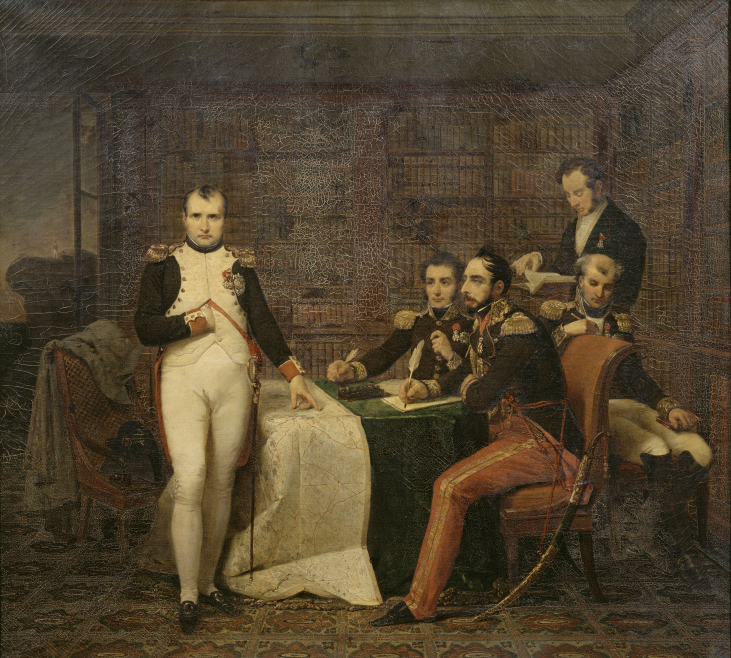
Наполеон и Гурго

После ссылки Наполеона Гурго также был изгнан из Франции и вернулся на родину только вместе со своим императором. В кампании Ста дней Гурго отличился в бою при Флерюсе и был произведён в дивизионные генералы. В генеральном сражении при Ватерлоо он находился в свите Наполеона и когда Наполеон воскликнул, указывая на брошенные французские пушки: «Гурго, заставьте их стрелять!», выполнил это распоряжение и это были последние выстрелы битвы.
После низложения Наполеона Гурго последовал за ним на остров Святой Елены, где пробыл три года. По возвращении в Европу Гурго несколько лет жил в Англии и вернулся во Францию лишь в 1821 году. Оставаясь не у дел, Гурго принялся за написание воспоминаний о кампаниях, в которых ему довелось принять участие. Также он опубликовал записки Наполеона, ведённые им на острове Святой Елены.
В 1830 году Гурго был принят на военную службу и назначен начальником Парижской артиллерии. В 1832 году он стал королевским генерал-адъютантом и в 1835 году получил чин генерал-лейтенанта. В дальнейшем Гурго занимал посты начальника артиллерии Северной армии, президента Артиллерийского комитета и генерального инспектора артиллерии.
В 1840 году король Луи-Филипп поручил Гурго произвести эксгумацию останков Наполеона на острове Святой Елены и перевезти их во Францию. По возвращении в 1841 году он был назначен пэром Франции.
Гаспар Гурго скончался 25 июля 1852 года в городе Париже.

## Сочинения Гурго
- Journal inédit de Ste-Hélène, 2 vols., Paris, 1899. Dernière édition par Octave Aubry, « Journal de Sainte-Hélène, 1815-1818 », Paris, Flammarion, 1944-1947
- Campagne de dix-huit cent quinze ou Relation des opérations militaires qui ont eu lieu en France et en Belgique, pendant les Cent Jours, Paris, P. Mongie Aîné, 1818
- Examen critique de l'ouvrage de M. le comte P. de Ségur, Paris, 1824
- Refutation de la vie de Napoleon par Sir Walter Scott, Paris, 1827
- Mémoires pour servir a l'histoire de France sous Napoleon, Paris, 1822-1823. En collaboration avec Montholon
- Bourrienne et ses erreurs, 2 vols., Paris, 1830. En collaboration avec Belliard
- Napoléon et la Grande Armée en Russie

## Образ в кино
- «Наполеон на острове Святой Елены[нем.]» (немой, Германия, 1929) — актёр Герман Тимиг
- «Святая Елена, маленький остров[итал.]» (Италия, 1943) — актёр Сальво Рандоне[итал.]
- «Наполеон: путь к вершине» (Франция, Италия, 1955) — актёр Жан Дане